# Akwaporyny

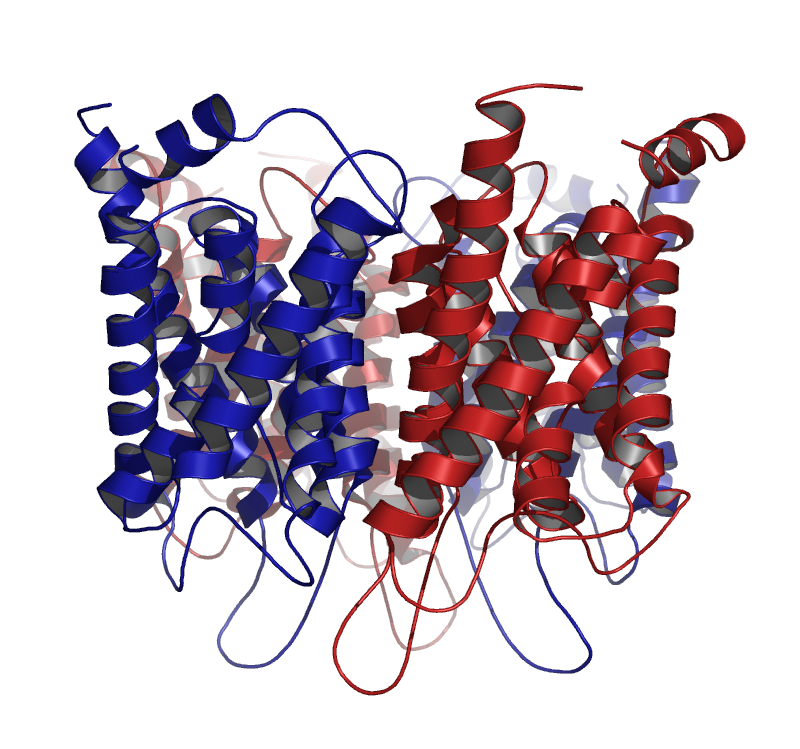
Boczny widok kanału akwaporyny 1

Akwaporyny (AQP z ang. aquaporin) – integralne białka błonowe, które tworzą
kanały, uczestniczące w procesie transportu wody (a także niektórych innych cząsteczek o podobnych rozmiarach np. glicerolu) przez półprzepuszczalne błony komórek organizmów żywych.

## Historia
Wieloletnie badania mające na celu zidentyfikowanie kanałów transportujących wodę zostało uwieńczone sukcesem dopiero w 1992 roku, kiedy amerykański badacz Peter Agre po raz pierwszy opisał białko błon erytrocytów jako kanał transportujący cząsteczki wody. Początkowo białko to nazywano CHannel-forming Integral Membrane Protein 28 (w skrócie CHIP 28), a potem akwaporyną 1 (AQP1). Za odkrycie akwaporyn Peterowi Agre przyznano Nagrodę Nobla w dziedzinie chemii za rok 2003 (wraz z Roderickiem MacKinnonem, który prowadził badania nad budową i działaniem kanałów potasowych).

## Budowa

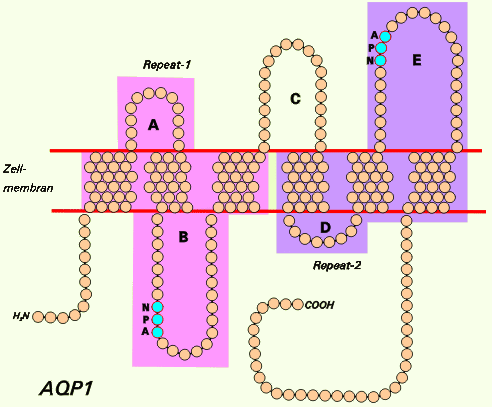
Schemat 2D budowy i rozmieszczenia AQP1 w błonie komórkowej. Widoczne jest 6 transbłonowych segmentów α-helisy oraz 5 międzyhelikalnych domen pętlowych (A-E)

Białka akwaporynowe składają się z 6 transbłonowych segmentów alfa-helikalnych. Por ma średnicę 0,3 nm co oznacza, że w świetle kanału mieści się dokładnie jedna cząsteczka wody.
Akwaporyny ssaków są tetramerami, zbudowanymi z czterech monomerycznych jednostek o masie cząsteczkowej 28 kDa, z których każda jest kanałem dla cząsteczek wody.

## Funkcja
W wielu komórkach ludzkiego organizmu stwierdza się obecność akwaporynowych kanałów transportu wody. Są one także w pewnych komórkach bakteryjnych i komórkach roślinnych, gdzie zlokalizowane są zarówno w błonie plazmatycznej, jak i tonoplastach.

## Porównanie akwaporyn
Do chwili obecnej (2008) opisano 13 akwaporyn, które podzielono na dwie grupy w zależności od przepuszczalności tylko dla wody (np. AQP1) lub dla wody i innych cząsteczek, takich jak glicerol (np. AQP3). Ta druga grupa jest niekiedy nazywana akwagliceroporynami.
| Typ          | Miejsce występowania | Funkcja                              |
| ------------ | --- | ------------------------------------ |
| Akwaporyna 1 | - nerka (szczytowo) - proksymalny kanalik kręty - proksymalny kanalik prosty - cienkie ramię zstępujące pętli Henlego                                                | Reabsorpcja wody                     |
| Akwaporyna 2 | - nerka (szczytowo) - początkowa część kanalika zbiorczego - korowy kanalik zbiorczy - zewnętrzny rdzeniowy kanalik zbiorczy - wewnętrzny rdzeniowy kanalik zbiorczy | Reabsorpcja wody w odpowiedzi na ADH |
| Akwaporyna 3 | - nerka (podstawno-bocznie) - kanalik zbiorczy | Reabsorpcja wody                     |
| Akwaporyna 4 | - nerka (podstawno-bocznie) - kanalik zbiorczy | Reabsorpcja wody                     |

## Genetycznie uwarunkowane defekty metaboliczne akwaporyn
Przy genetycznie uwarunkowanym defekcie AQP2 (akwaporyny-2), zlokalizowanej w komórkach nerkowych cewek zbiorczych, dochodzi do nerkowej moczówki prostej, kiedy nerki nie zagęszczają moczu w odpowiedzi na wydzielanie hormonu antydiuretycznego.